# أحمد حافظ عوض
أحمد حافظ عوض (1874 – 1950م) صحفي مصري، اشتغل محررا بجريدة "اللواء" (1898 – 1906). كان عضوًا بمجلس النواب، وبمجلس الشيوخ، كما كان عضوًا بمجمع اللغة العربية 1942. أصدر عدة صحف منها "الآداب و"الأهالي" و"كوكب الشرق"، وكان سكرتيرًا خاصًا ومقربًا من الخديوي عباس حلمي الثاني. له بعض المؤلفات المعروفة ومنها "فتح مصر الحديث: نابليون بونابرت في مصر".

## حياته
ولد بمدينة دمنهور بمحافظة البحيرة عام 1874. بدأ تعليمه في الكتّأب ثم أكمله وأتمه في الأزهر الشريف. تخرج في المدرسة التوفيقية الثانوية ثم في مدرسة المعلمين العليا.

## مسيرته
عمل أحمد حافظ عوض سكرتيرًا خاصًا للخديوي عباس حلمي الثاني، كما عمل مترجما عن الإنجليزية ثم أصبح محررًا بجريدة المؤيد (1898 - 1906 م) ثم رئيسًا لتحريرها، اعتكف عوض في خلال الحرب العالمية الأولى. وعمل مع الوفد بعد ثورة 1919، وأصدر جريدة الآداب، وجريدة الأهالي مع عبد القادر حمزة، وكوكب الشرق (وهي مجلة وفدية يومية استمرت زُهاء ٢٠ سنة)، التي كان يكتب فيها كل من طه حسين وعباس محمود العقاد، وفؤاد شاكر. كانت داره ملتقى الأدباء المصريين والعرب من أمثال أحمد شوقي والمويلحي ومحمد كرد علي ومحمد أمين الحسيني مفتي فلسطين. كما أصدر في القاهرة مجلة «خيال الظل الهزلية» عام 1908 ثم مرة أخرى عام 1924، وعُين عضوًا في مجلس الشيوخ، وكان من أعضاء مجمع فؤاد الأول للغة العربية. بعد نهاية الحرب العالمية الأولى، وعقب دستور 1923 التقى الأستاذ أمين الرافعي صاحب ورئيس تحرير جريدة الأخبار ومعه كل من أحمد حافظ عوض محرر جريدة المحروسة وليون كاسترو مؤسس مجلة «ليبيرتيه» برئيس الوزراء سعد باشا زغلول وطالبوه بإصدار قانون لإنشاء نقابة للصحفيين.
وقد تقلَّد أحمد حافظ عوض العديدَ من المناصب؛ حيث عمل سكرتيرًا خاصًّا للخديوي عباس حلمي الثاني بعد أن عزله الإنجليز إلى الآستانة، وحج معه، كما استفاد من أسراره السياسية وما كان يجري بينه وبين اللورد كرومر، وأصبح مندوبًا صحفيًّا للخديوي إلى جانب عمله مترجمًا له في مصر، وقد وصف أحمد حافظ بأن «قلمه مسخر لخدمة الخديوي». وقد أشار إلى ذلك «محمد فريد» في مذكراته التي تحدث فيها عن مدى ولائه للخديوي عباس، ويبرهن على ذلك بقوله: «كان عثمان وحافظ عوض وغيرهما يَسعَون لدى الطلبة في باريس لإغرائهم من أجل التقرب إلى الخديوي.» كما التقى عوض بالشاعر الهندي «روبندرونات طاغور».
مرض عوض فأوقف صحيفته «كوكب الشرق»، ولزم بيته مريضا بضعة أعوام، وتوفي بالقاهرة سنة 1950م.

## مؤلفاته
- جريدة الآداب.
- أصدر مع محمد مسعود جريدة المنبر.
- كما أصدر «خيال الظل» الهزلية 1907.
- حرر جريدة «المحروسة» 1923.
- جريدة «كوكب الشرق» اليومية (1924 – 1939)
- قصة اليتيم وهو قصة تتحدث عن حياته الشخصية.
- كما صدر له كتاب «آثار اقدام في رمال الزمان».
- فتح مصر الحديث: نابليون بونابرت في مصر.
- من والد إلى ولده 1923.